# San Pietro Vernotico
San Pietro Vernotico (Dialekt leccese: Santu Piethru) – miejscowość i gmina we Włoszech, w regionie Apulia, w prowincji Brindisi. Według danych na rok 2013 gminę zamieszkiwało 13 994 osób.